# Thrash Zone
Thrash Zone — пятый студийный альбом американской кроссовер-трэш-группы D.R.I., выпущенный в 1989 году на лейбле Metal Blade Records. Он продолжил стиль предыдущего альбома, 4 of a Kind. На песни «Abduction» и «Beneath the Wheel» были сняты клипы.

## Список композиций
| №                   | Название            | Длительность |
| ------------------- | ------------------- | ------------ |
| 1.                  | «Thrashard»         | 3:40         |
| 2.                  | «Beneath the Wheel» | 5:36         |
| 3.                  | «Enemy Within»      | 2:44         |
| 4.                  | «Strategy»          | 4:19         |
| 5.                  | «Labeled Uncurable» | 3:04         |
| 6.                  | «You Say I’m Scum»  | 1:55         |
| 7.                  | «Gun Control»       | 4:59         |
| 8.                  | «Kill the Words»    | 4:43         |
| 9.                  | «Drown You Out»     | 2:31         |
| 10.                 | «The Trade»         | 4:28         |
| 11.                 | «Standing in Line»  | 1:35         |
| 12.                 | «Give a Hoot»       | 3:55         |
| 13.                 | «Worker Bee»        | 0:56         |
| 14.                 | «Abduction»         | 4:04         |
| Общая длительность: | Общая длительность: | 48:29        |

## Участники записи
- Спайк Кэссиди — гитара
- Курт Брехт — вокал
- Феликс Гриффин — ударные
- Джон Менор — бас-гитара